# Vagn- & Maskinfabriksaktiebolaget Falun

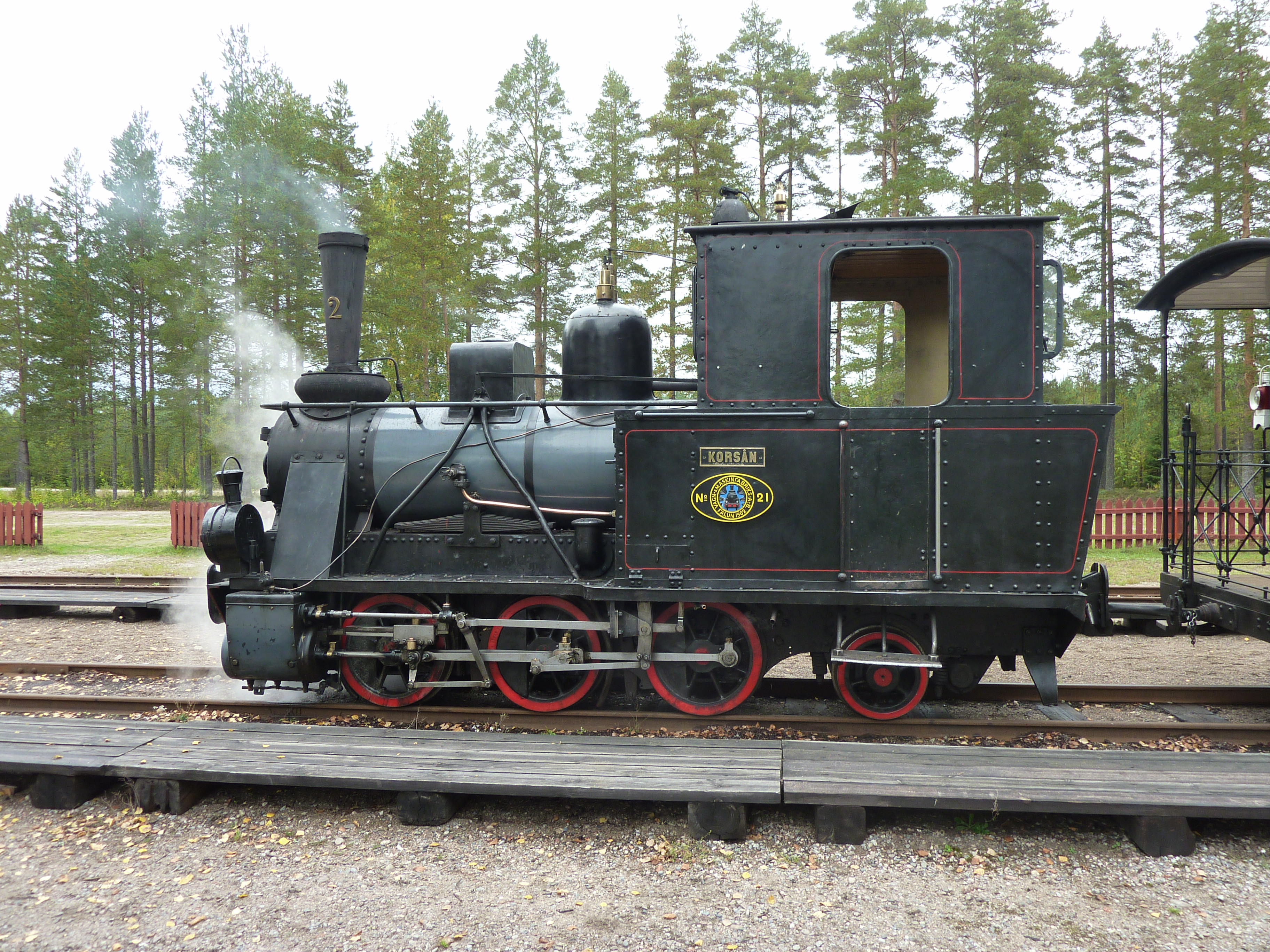
Die KORSÅN, 1902 in Falun gebaut

Die Vagn- & Maskinfabriksaktiebolaget Falun war eine schwedische Motoren- und Lokomotivenfabrik. Die Tochtergesellschaft der Stora Kopparbergs Bergslags AB wurde 1899 in Falun gegründet.
Die Maschinenfabrik wurde 1918 von AB Svenska Järnvägsverkstäderna mit Sitz in Linköping übernommen, stellte aber noch bis 1943 unter der eigenen Firmenbezeichnung Maschinen und Lokomotiven her. Insgesamt wurden zwischen 1901 und 1943 277 Dampflokomotiven gebaut.
Von 1906 bis 1907 versuchte die Werkstatt erfolglos, mit der Baunummer 53 einen Pielock-Überhitzer und mit den Nummern 59, 60 und 70 den Überhitzer und die Lentz-Ventilsteuerung in Schweden einzuführen. 
Ein Turboüberhitzer aus eigener Entwicklung, ähnlich dem Schmidt-Überhitzer, wurde 1908 bei der Baunummer 92 verwendet. Falun baute 1910 mit der Baunummer 104 die erste schwedische Dampfspeicherlokomotive, die dann im eigenen Werksgelände eingesetzt wurde. Später wurden in den Werkstätten Elektrolokomotiven, Diesellokomotiven und Güterwagen hergestellt.
Lokomotiven aus der Frühzeit der Firma wie die Nr. 21 aus dem Jahre 1902, die auf dem der Stora Kopparbergs Bergslags AB gehörenden Bergslagets kommunikationsled eingesetzte KORSÅN, sind heute noch vorhanden. Diese Lok befindet sich bei der Museumsbahn Jädraås–Tallås Järnväg.